# الدورة 30 للجنة التراث العالمي
الدورة الثلاثون للجنة التراث العالمي انعقدت في الفترة ما بين 9 يوليو وحتى 16 يوليو من العام 2006، وذلك في مدينة فيلنيوس بليتوانيا.

## الأعضاء
- بنين
- كندا
- تشيلي
- كوبا
- الهند
- اليابان
- كينيا
- الكويت
- ليتوانيا
- مدغشقر
- موريشيوس
- المغرب
- هولندا
- نيوزيلندا
- نيجيريا
- النرويج
- بيرو
- كوريا الجنوبية
- إسبانيا
- تونس
- الولايات المتحدة